# Mamlúci

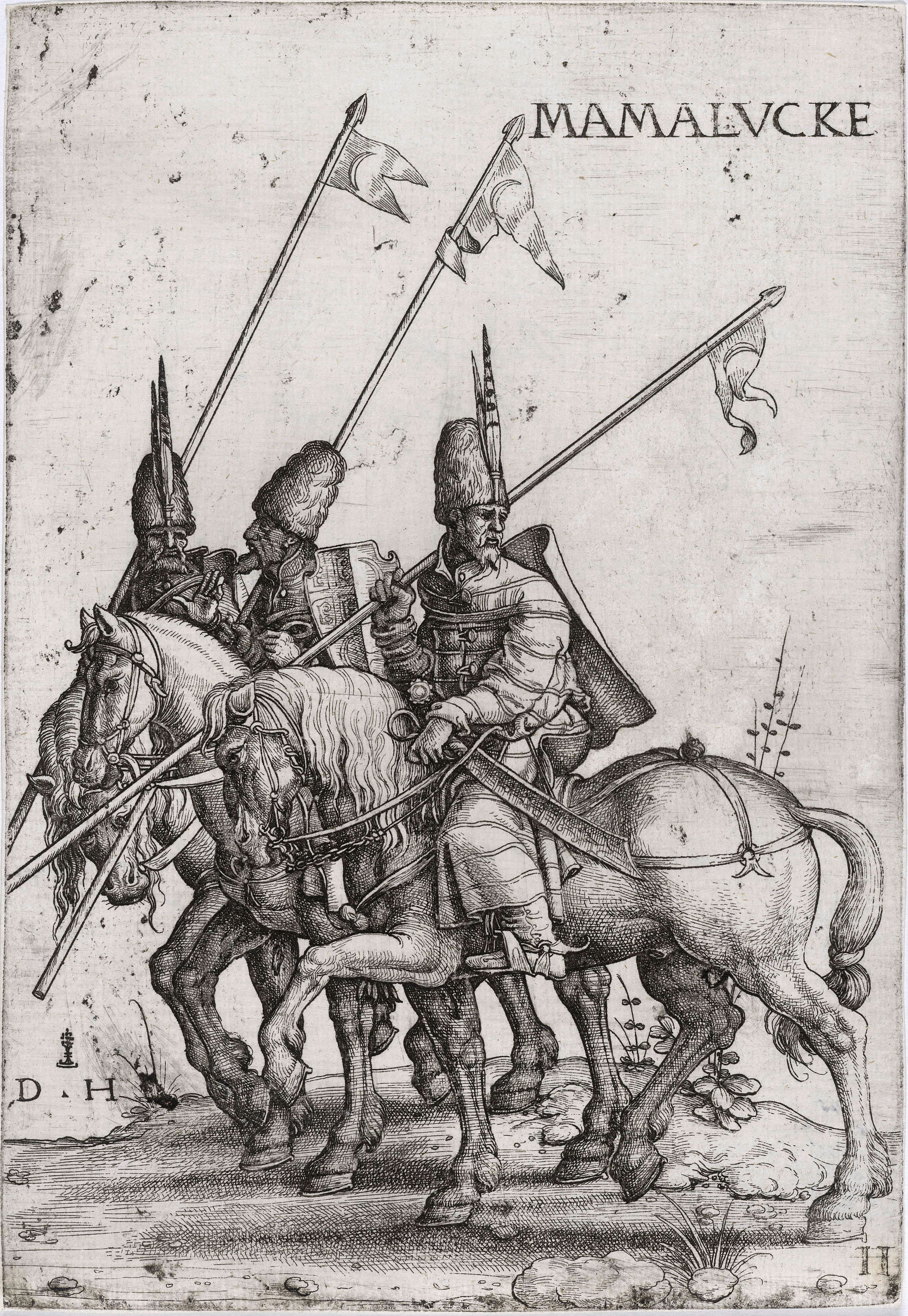
Osmanští mamlúčtí kopíjníci na počátku 16. století. Lept od Daniela Hopfera (circa 1526–1536), Britské muzeum, Londýn

Mamlúk (arabsky مملوك‎, v latince: mamlūk (jednotné číslo), مماليك, mamālīk (množné číslo), přeloženo jako „ten, kdo je vlastněn“, míněno „otrok“, také přepisováno jako Mameluk, mamluq, mamluk, mamluke, mameluke, mamaluke nebo marmeluke) je termín nejčastěji označující nearabské, etnicky různorodé (většinou jihoruské, turkické, kavkazské, východoevropské a jihovýchodoevropské) vojáky-otroky a osvobozené otroky, kterým byly přiděleny vojenské a administrativní povinnosti, sloužící vládnoucím arabským dynastiím v muslimském světě.

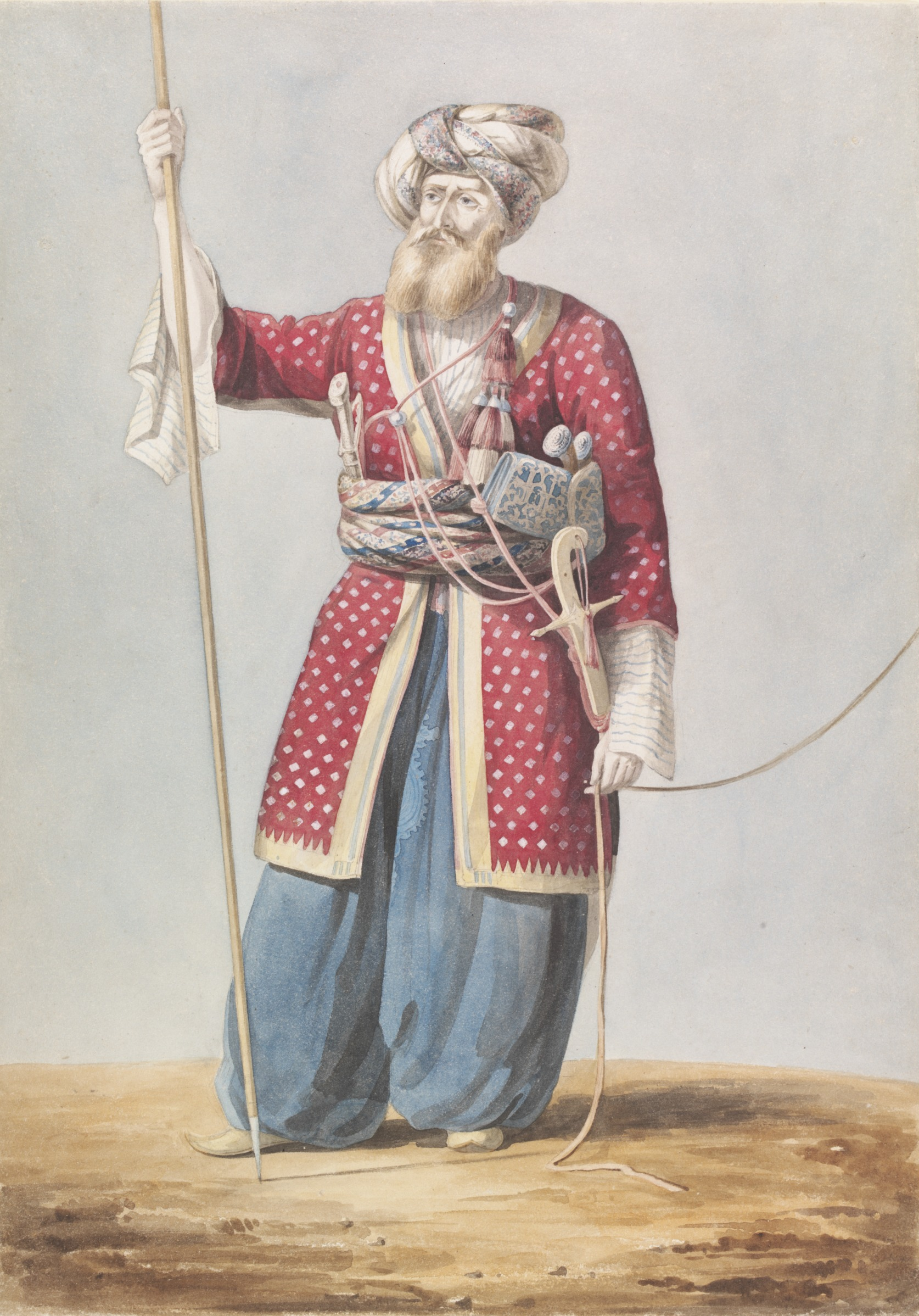
Urozený mamlúk ze syrského Aleppa

Nejdéle trvající mamlúckou říší byla rytířská vojenská třída ve středověkém Egyptě, která se vyvinula z řad otrokářských vojáků. Původně byli mamlúkové otroci turkického původu z eurasijské stepi,, ale instituce vojenského otroctví se rozšířila i na Čerkesy, Abcháze, Gruzínce, Armény, Rusy, a Maďary, stejně jako na národy z Balkánu, jako Albánci, Řekové, a jižní Slované (viz Saqaliba). Také se rekrutovali z řad Egypťanů. „Fenomén Mamlúk/Ghulam“, jak David Ayalon nazval vytvoření specifické válečnické třídy, měl velký politický význam; už pro jednu věc – vydržela téměř 1000 let, od 9. do 19. století.
Postupem času se z mamlúků stala silná vojenská rytířská třída v různých muslimských společnostech, které ovládali arabští vládci. Zejména v Egyptě, ale také v Levantě, Mezopotámii a Indii měli mamlúkové politickou a vojenskou moc. V některých případech dosáhli hodnosti sultána, zatímco v jiných drželi regionální moc jako emírové nebo bejové. Nejpozoruhodněji se mamlúcké frakce zmocnily sultanátu soustředěného na Egypt a Sýrii a ovládaly jej jako mamlúcký sultanát (1250–1517). Mamlúcký sultanát slavně porazil Ílchanát v bitvě u Ajn Džálút. Dříve bojovali proti západoevropským křesťanským křižákům v letech 1154–1169 a 1213–1221, čímž je fakticky vyhnali z Egypta a Levanty. V roce 1302 mamlúcký sultanát formálně vyhnal z Levanty poslední křižáky, čímž skončila éra křížových výprav.
Zatímco mamlúkové byli zakoupeni jako majetek, jejich postavení stálo nad obyčejnými otroky, kteří nesměli nosit zbraně ani vykonávat určité úkoly. V místech, jako je Egypt, od dynastie Ajjúbovců do dob Muhammada Alí Paši z Egypta, byli mamlúkové považováni za „opravdové pány“ a „opravdové válečníky“, se sociálním postavením nad běžnou populací v Egyptě a Levantě. V jistém smyslu byli jako zotročení žoldáci.